# Monte Bubbonia
Il monte Bubbonìa è una collina di 595 metri situata nel territorio del comune di Mazzarino, a 20 chilometri in linea d'aria della città di Gela. È composta da tre piattaforme digradanti da occidente verso oriente, delle quali la più occidentale è la più elevata.

## Il sito
Vi si giunge dopo aver percorso per un tratto la SS 117 Gela-Enna imboccando lo svincolo per Piazza Armerina. Percorsi 9 chilometri, un incrocio apre sulla sinistra al vecchio asse viario per Mazzarino, segnalato da un opportuno cartello turistico che specifica l'esistenza di questa strada su un'antica mappa stradale romana conosciuta col nome di Itinerarium Antonini.
La conformazione dei terreni della collina, sotto l'aspetto geologico, è relativamente recente, a parte l'impianto calcareo di base di età miocenica coperto nel Pleistocene inferiore da marne siltose e quarzareniti e, in ultimo, da sabbie rosse molto incoerenti che ne fanno un'altura parecchio friabile e polverosa. Sotto il ciglio di una strada sterrata che percorre il fianco orientale del monte e sale verso l'acropoli, si osserva un dolmen "a camera" della lunghezza di 2,20m. La forma del monumento ricorda analoghe architetture presenti in Sardegna e in Puglia.
Sulla sommità del monte fu scoperta da Paolo Orsi un'antica città che, successivamente, l'archeologo Piero Orlandini pensò di riconoscere come la sicana Maktorion (Erodoto VII,53)). Le rovine di monte Bubbonìa, comunque, non sembrano essere anteriori al VI secolo a.C., e questo fatto pone dei vincoli sull'identificazione dell'antico abitato.

## Galleria d'immagini

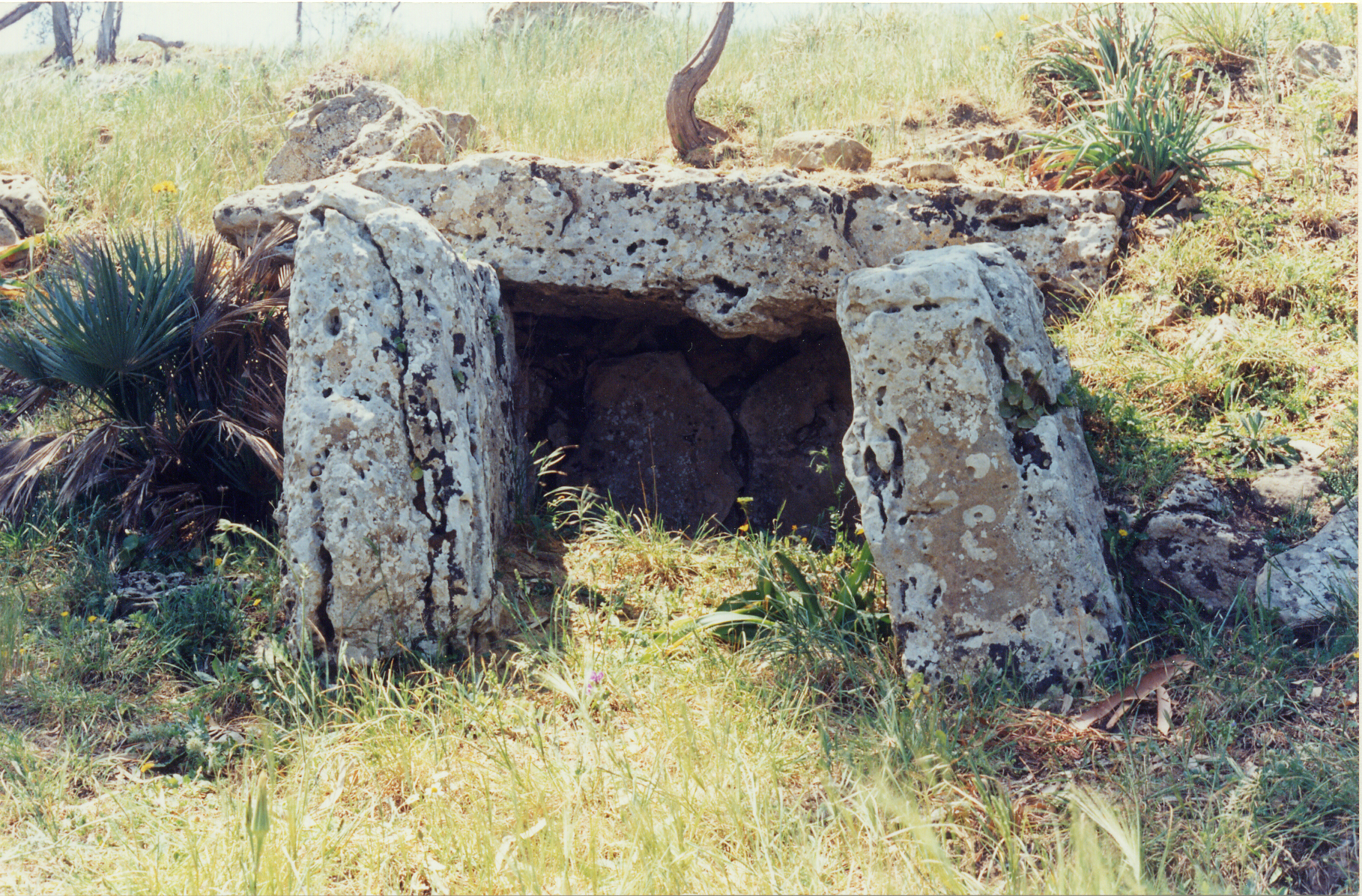
Il dolmen
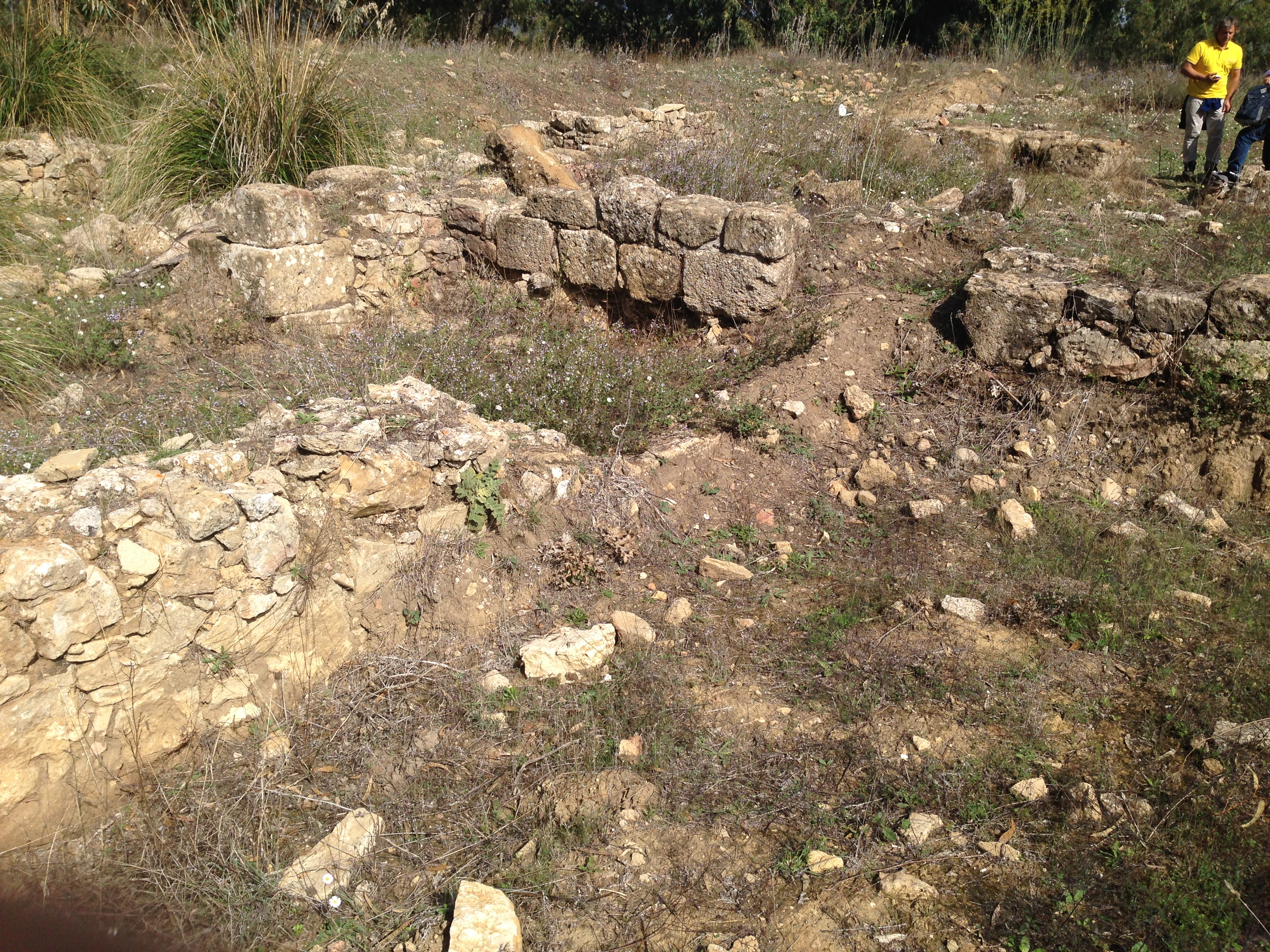
Rovine di Maktorion
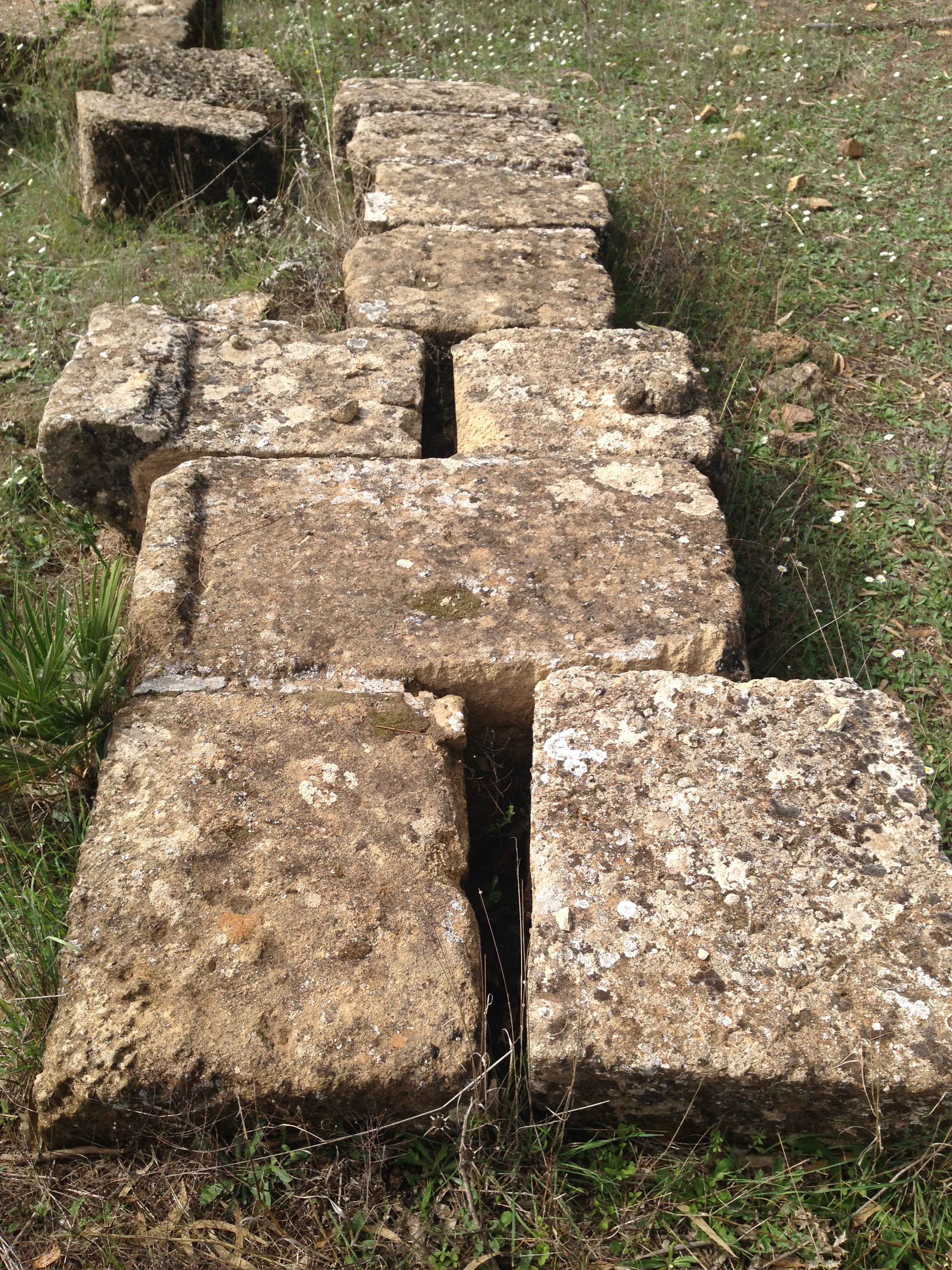
Rovine di Maktorion
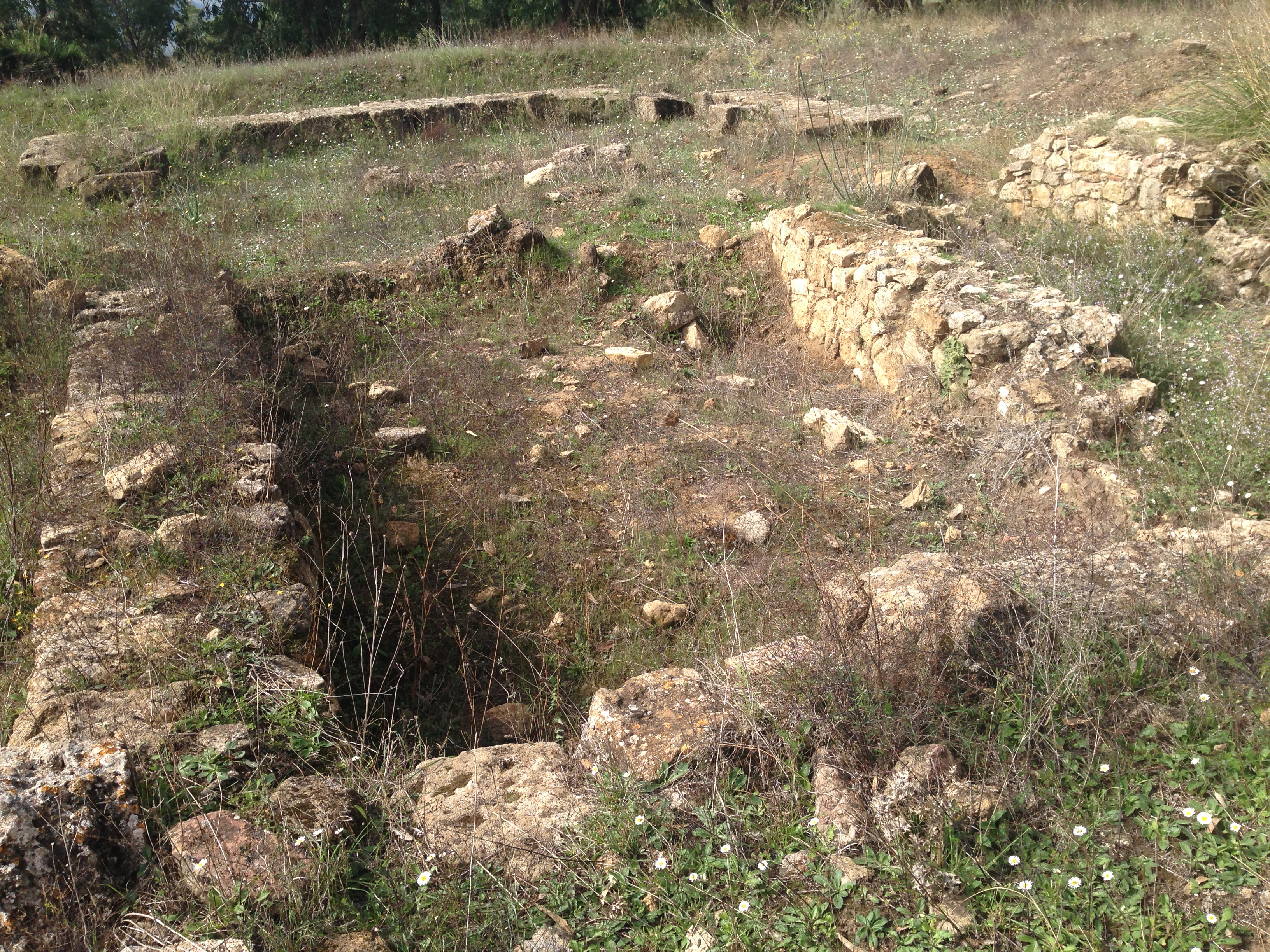
Rovine di Maktorion
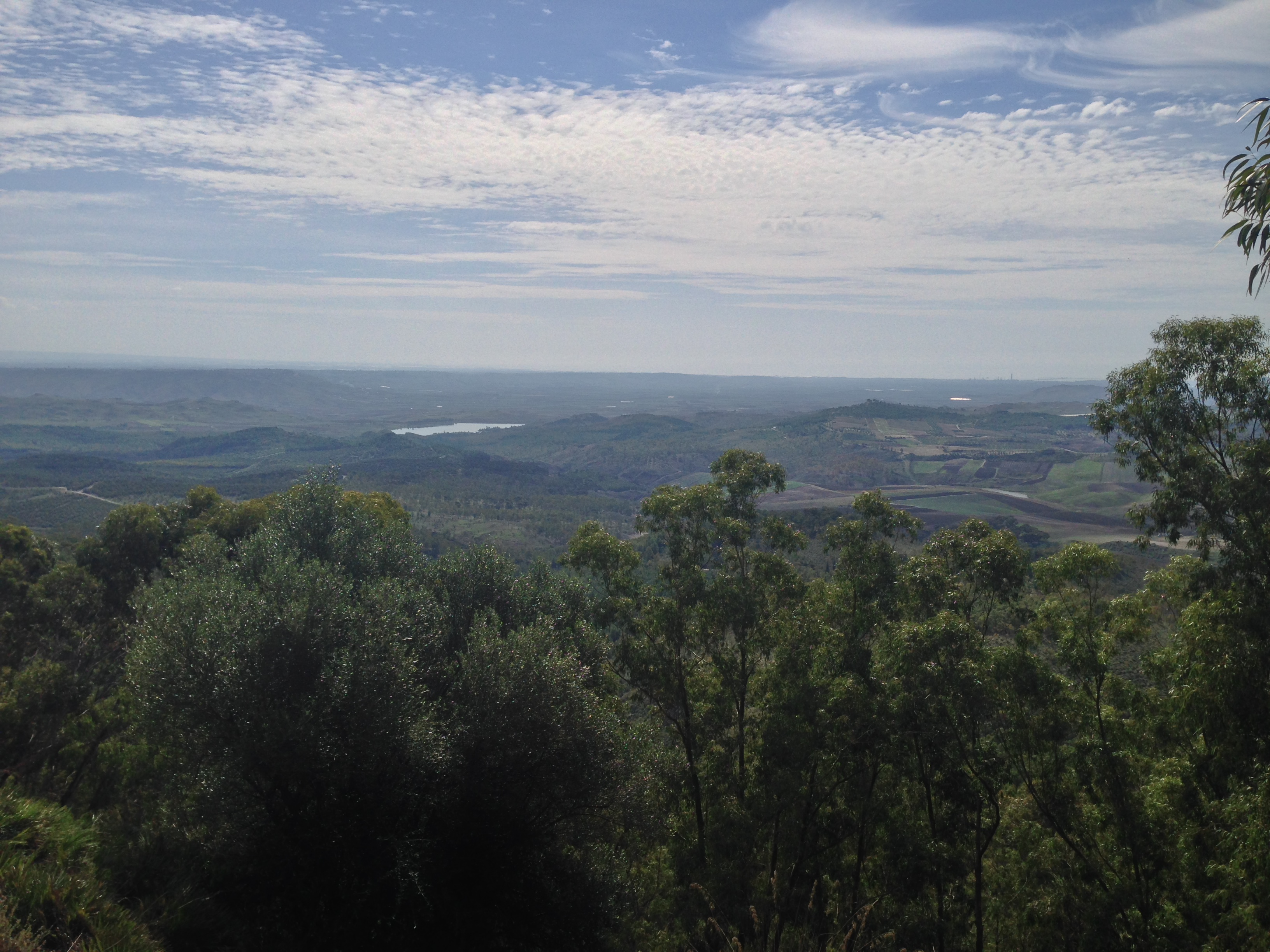
Panorama dal Monte Bubbonia verso sud
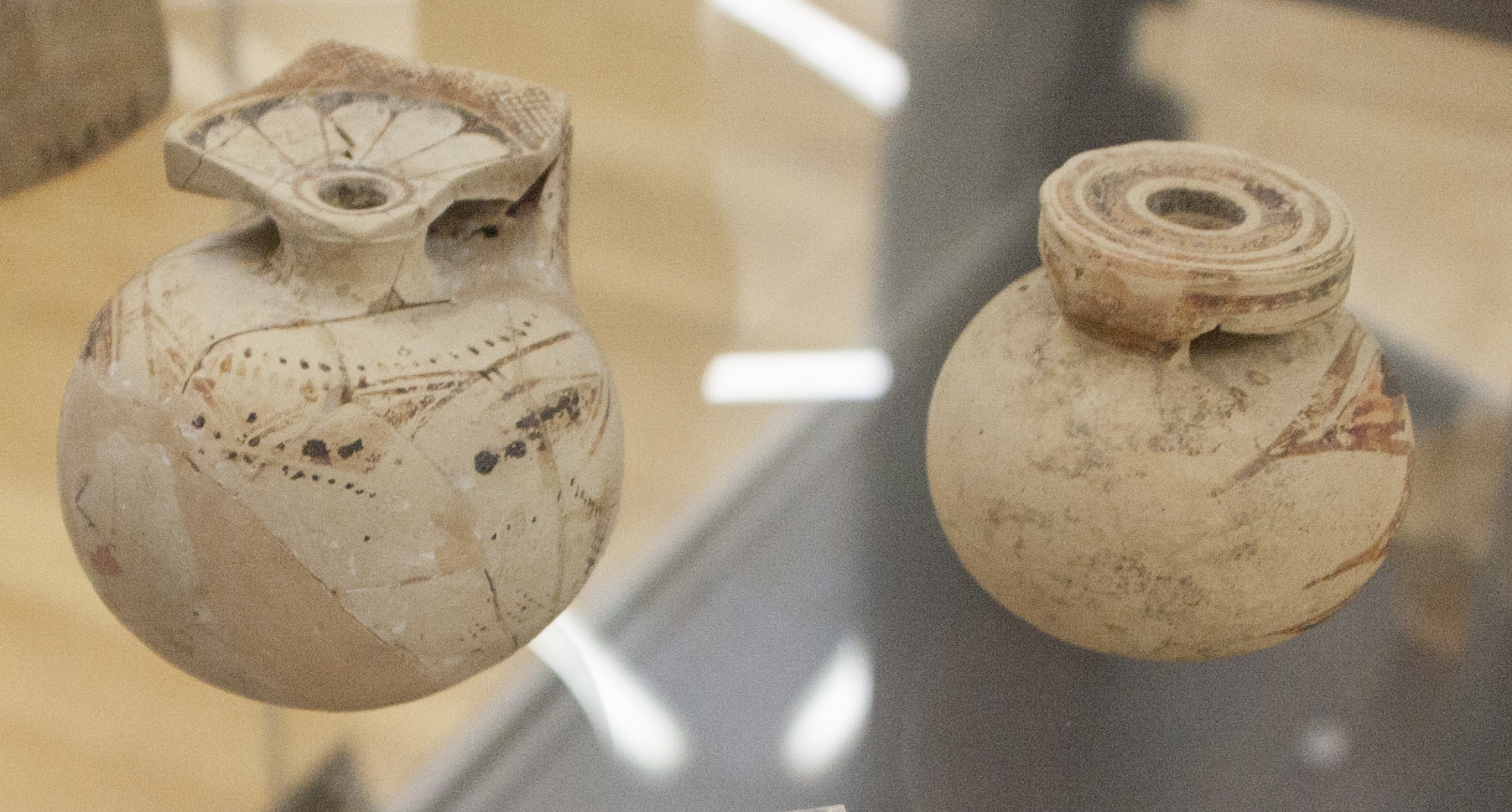
Reperti trovati sul monte